# Ricky Berens
Ricky Berens (Charlotte, Carolina del Norte, 21 de abril de 1988) es un nadador estadounidense de estilo libre. Berens obtuvo medalla de oro en 4 x 200 metros libre en los Juegos Olímpicos de Pekín 2008 y en Londres 2012 y medalla de plata en 4 x 100 metros libre en Londres 2012.

## Trayectoria
En los Juegos Olímpicos de Pekín 2008, Berens ganó una medalla de oro en los 4 x 200 m estilo libre de relevo masculino junto con Michael Phelps, Ryan Lochte y Peter Vanderkaay, imponiendo un nuevo récord mundial de 6:58,56. Berens ganó en un tiempo de 1:46,29. Berens era el único miembro del equipo de las finales en nadar en los heats de las semifinales, en un tiempo de 1:45,47, más rápido que Klete Keller que marcó un tiempo de 1:45,51.
Estudió el grado de Finanzas en la Universidad de Texas en Austin.